# Hélène Ahrweiler
Eleni Glykatzi o Hélène Ahrweiler (en griego: Ελένη Γλύκατζη, en francés: Hélène Ahrweiler; Atenas, 29 de agosto de 1926), es una profesora universitaria y bizantinista griega. Es también embajadora de buena voluntad de UNICEF en Grecia. En el 2008 fue nombrada entre los 100 griegos más grandes de todos los tiempos.[cita requerida]

## Biografía
Nacida en Atenas en 1926 en el seno una familia de refugiados griegos de Asia Menor, estudió en un instituto en Atenas y se graduó en historia y arqueología por la Facultad de Filosofía de la Universidad de Atenas. Después de trabajar en el Centro de Estudios de Asia Menor, se trasladó a París en 1953 para continuar su formación en la École pratique des hautes études, doctorándose en historia y estudios clásicos. En 1955, empezó a trabajar como investigadora en el Centro Nacional para la Investigación Científica francés (CNRS), y el 7 de noviembre de 1958, se casó con el oficial del ejército francés Jacques Ahrweiler. En 1960, completó su doctorado en historia en la Sorbona. En 1964, pasó a dirigir el CNRS y dos años más tarde, completó su segundo doctorado en Filología. Ha sido profesora en la Sorbona, la facultad de artes de París, desde 1967.
Helene Glykatzi-Ahrweiler fue vicerrectora entre 1970-1973 y rectora de la Universidad de París 1 Panthéon-Sorbonne entre 1976-1981, siendo la primera mujer en dirigir la Sorbona. En 1982, el presidente francés François Mitterrand la nombró rectora de la Academia de París y canciller de las Universidades de París, puesto que mantuvo hasta 1989. Desde febrero de 1989 a agosto de 1991 fue presidenta del Centro Georges Pompidou. Fue además rectora de la Universidad de Europa en París, Presidenta del Comité de Ética del Centro Nacional para la Investigación Científica francés,  del Centro Cultural europeo de Delfos en Grecia y presidenta honoraria del Comité Internacional de estudios bizantinos. El presidente francés Jacques Chirac le ofreció la Medalla de Comandante de la Legión de Honor (uno de los premios más elevados de la república francesa) en honor a su trabajo científico y su gestión en varias universidades francesas así como en el Centro Georges Pompidou en París. Durante su carrera académica, también obtuvo un doctorado honorario de varias universidades en el mundo, incluyendo las de Londres, Belgrado, Nueva York, Nuevo Brunswick, Lima, la universidad americana de París, Harvard y Haifa. Es también miembro de varias academias en Europa. En 2007, recibió el título de doctora honoraria del Departamento de Estudios de los Medios de comunicación de la Universidad de Salónica.
En 2008 fue elegida una de las 100 personalidades griegas de todos los tiempos.

## Honores
Es miembro correspondiente de la Academia Británica, la Academia de Atenas, la Academia de Ciencias y Humanidades de Berlín-Brandenburgo, la Academia de Ciencias de Bulgaria y miembro asociado de la Real Academia de Bélgica. Ha recibido numerosos doctorados honarios así como varias condecoraciones del gobierno francés:
- Comandante de la Legión de honor
- Comandante de la Orden nacional del Mérito
- Comandante de la Orden de las Palmas académiques
- Comandante de la Orden de las Artes y las Letras

Algunos de los títulos ha recibido incluye: Brigadier de la Legión de Honor en Grecia, Cruz Dorada de la Legión y Brigada de Honor, Cruz Dorada de la Brigada Nacional de Valores, Brigadier de Artes y Educación, Cruz Dorada de la Brigada del Fénix Académico, Medalla de Ciudadano (Francia), Brigadier (México), Brigadier de la Brigada de Águila (Islandia), Brigadier de la Brigada Nacional (Luxemburgo), Brigadier de la Brigada de Valores (Austria), Brigadier de la Brigada Real Dannerog (Dinamarca), Brigadier de Ciencia, Educación y Arte (Portugal), Brigadier de la Brigada de Valores (Italia), medalla honoraria de la Academia de Ciencias polaca y miembro de la Orden del Comité Olímpico Internacional.

## Publicaciones
- Byzance et la mer, 1966
- Études sur les structures administratives et sociales de Byzance, 1971
- L'Idéologie politique de l'empire byzantin, 1975
- Byzance : les pays et les territoires, 1976
- The Making of Europe, 1999
- Les Européens, 2000
- Le Roman d'Athènes, 2004